# Obrovac Sinjski
Obrovac Sinjski – wieś w Chorwacji, w żupanii splicko-dalmatyńskiej, w mieście Sinj. W 2011 roku liczyła 804 mieszkańców.